# 冰庫站
冰庫站（法語：Glacière）是巴黎地鐵的一個車站。冰庫站位於巴黎13區，是巴黎地鐵6號線的車站。冰庫站開業於1906年4月24日，開業當時是巴黎地鐵2號線南線的車站。

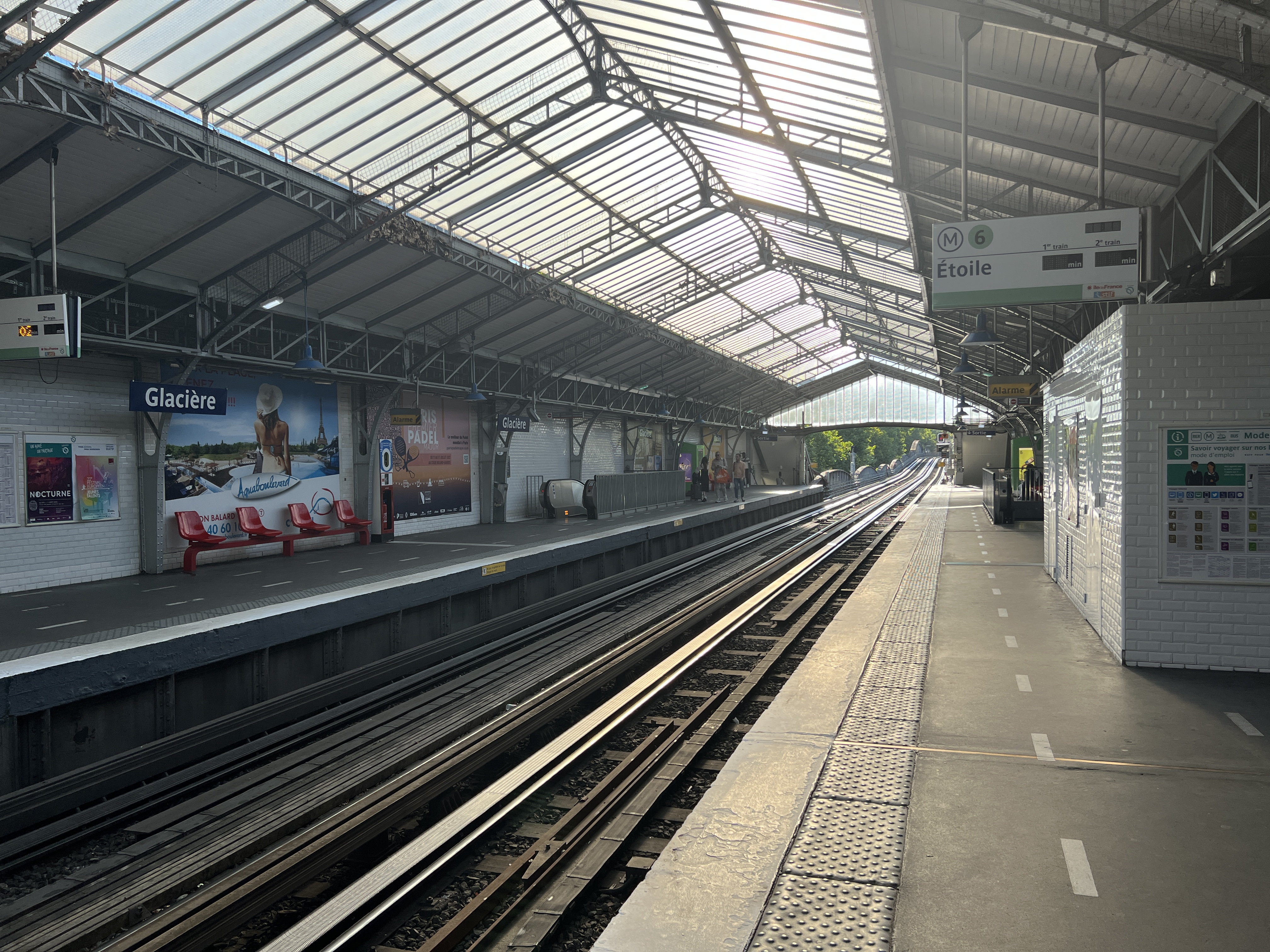
月台（2022年7月）

## 車站結構
| 月台層 | 側式月台，右側開門 | 側式月台，右側開門           |
| 月台層 | 往夏爾·戴高樂-星形 | 往夏爾·戴高樂-星形（聖雅克） |
| 月台層 | 往民族             | 往民族（科維薩）             |
| 月台層 | 側式月台，右側開門 |                              |
| 1F     | 月台連接夾層       |                              |
| 街道層 |                    |                              |